# Manuel Casimiro
Manuel Casimiro Brandão Carvalhais de Oliveira dit Manuel Casimiro, né à Porto le 21 novembre 1941, est un peintre, sculpteur, photographe, designer et metteur en scène portugais.
En 1976, boursier de la Fondation Calouste Gulbenkian, il partit en France afin de faire des recherches dans les arts visuels. Son séjour se prolongea ensuite de dix huit ans, ponctué de retours au pays natal.
Il est le fils de Manoel de Oliveira.

## Œuvre
Depuis toujours, cet artiste préfère l’investigation et le développement de son travail, la cosa mentale[pas clair], au carriérisme, aux tactiques et aux stratégies du marché.[réf. souhaitée]
En 2004, pour accompagner son exposition Chocolat, il écrit un texte critique et ironique sur le système qui gravite autour des arts. Ce texte s’intègre dans la série des écrits de cet auteur, réunis dans un livre monographique intitulé Ni Ancien Ni Moderne, avec des images de son travail, vaste et varié, édité par Ed. Gémeos en 2005.
En 1978, il partit vivre une année à New-York où il reçut un excellent accueil. En 1979, Artists’ Postcards a choisi une de ses interventions, Œdipe Expliquant l’Enigme pour compléter la collection de cartes postales d’auteurs tels que Robert Motherwell, Douanne Michaelis ou David Hockney. Les originaux des œuvres des artistes invités ont été exposés à New York au Cooper-Hewitt, National Design Museum (en). Cette exposition a voyagé dans le monde entier, de New-York à Tokyo, de Londres à Paris et Berlin. 
En 1978, une importante galerie de New-York l’a invité pour s’installer dans cette ville en lui proposant un contrat, ce qui signifiait stabilité financière et carrière prometteuse. À cela, Manuel Casimiro a préféré les voyages, l’aventure et la liberté.
Les ventes de ses œuvres durant son séjour à New-York lui ont permis de voyager dans les Pays Nordiques et de passer de longues saisons en Italie, particulièrement à Venise où il a connu et photographié Peggy Guggenheim dans sa propre fondation quelques mois avant sa mort en 1979. 
Il a représenté la France dans des participations internationales: en 1980 à Berlin avec D.A.A.D. de l’exposition  Nice à Berlin ; en 1981 au Brésil, à São Paulo, dans une exposition parallèle à la Biennale organisée par le Musée d’Art Moderne de l’Université de São Paulo. Dans les deux cas, des catalogues témoignent de ces évènements. À Nice, en 1986, avec des artistes tels que Christian Boltanski, Louis James, Annette Messager, Robert Rauschenberg il a exposé dans le cadre d'un ensemble d’expositions individuelles intitulé  Peindre, Photographier :  chaque artiste disposait de son espace, choisi au préalable par lui-même, et chaque artiste a reçu un catalogue individualisé. Ce catalogue pouvait être acheté séparément ou dans un coffret qui réunissait l’ensemble des 5 catalogues - 5 artistes.
Manuel Casimiro a choisi le Musée Jules Chéret où il a présenté son exposition Le Cauchemar, et est intervenu sur deux grandes toiles des Orientalistes qui faisaient partie de la collection du musée. Sur les deux cadres, un dont l’auteur est Cabanel, l’artiste a laissé sa “marque” avec de la peinture qui serait effacée à la fin de l’exposition, acte qui a provoqué un important scandale. Tous les jours, l’artiste a dû débattre à propos de l’art  avec les  nombreux curieux qui venaient au musée. Ces conversations paisibles, mais parfois aussi polémiques, soulevaient nombre de questions profondes. Le nombre de visiteurs au musée ne faisait qu’augmenter le directeur  du musée a prolongé le temps de l’exposition. 
En 2002, Manuel Casimiro a été invité par l’Université de Salamanque au Centre de Photographie de l’Université Salamanque, à inaugurer  Salamanque, Capitale Européenne de la Culture 2002, avec deux expositions : Ponts (Salle de la Colonne du bâtiment historique) et le Musée Imaginaire (Cour des Écoles). À cette occasion, l’Université de Salamanque a édité en langue espagnole une monographie sur l’artiste ayant pour titre Ponts, livre jumeau de celui que le Centre Portugais de Photographie avait publié antérieurement
Le Centre Galicien de l’Art Contemporain (pt) (C.G.A.C), à Saint-Jacques-de-Compostelle, a acquis en l’an 2000, huit sérigraphies, à partir des photographies La Ville datées de 1972, de  Manuel Casimiro. Ces images perpétuent la mémoire de l'existence très courte d'un objet entre-temps disparu. Cet objet était composé d'un assemblage des différents déchets (boites de conserves, de lessive, etc.) que l'artiste avait consommé  en une année aboutissant à la construction de cette ville-poubelle qui n'a jamais été exposé car cette œuvre a été systématiquement rejeté par les institutions et galeries. À partir de 2000, le C.G.A.C. a montré dans plusieurs expositions ces huit sérigraphies que ce soit au sein du Centre même ou à l'extérieur. Les images de ce travail sont publiées dans différents livres et catalogues,. Dans l’exposition que C.G.A.C. a organisé en 2003, Playing with Scale, ces sérigraphies vieilles de plus de trente ans coexistent à côté d'œuvres de très jeunes artistes, montrant ainsi qu’elles ont résisté au temps.
Plus récemment, en juin 2007, un ensemble de neuf sérigraphies de La Ville appartenant à la collection du Musée de la Collection Berardo a été exposé à l’occasion de l’inauguration du même musée, au Centre culturel de Belém à Lisbonne. Ce musée a consacré à Manuel Casimiro une exposition individuelle Caprices en décembre 2008/février 2009. Un livre a été édité par ce Musée à cette occasion, avec des textes de Michel Butor et de Manuel Casimiro lui-même.
Manuel Casimiro a été invité par la ville italienne de Bari pour exposer en juin 2006 à propos des mythes portugais. Ces œuvres  faisaient partie de l’exposition individuelle de l’artiste au Musée National de Soares dos Reis en 1988 Les Fantômes du Roi D. Sebastien et appartiennent aujourd’hui à des collectionneurs privés et à des musées.
Manuel Casimiro a participé à de nombreuses expositions individuelles et collectives, dans des galeries et musées au Portugal, en Espagne, en France, en Italie, en Suisse, en Belgique, en Allemagne, en Angleterre, au Brésil, aux E.U.A et au Japon.
Jean-Hubert Martin a organisé sa première rétrospective à la Fondation Serralves à Porto en 1996/1997. Serralves a édité un volumineux catalogue contenant une vingtaine de textes d’analyse pertinents sur l'œuvre de cet artiste.
La bibliographie sur son travail original et indépendant, fort et très personnalisé, avec un imaginaire de portée universel, est étendue et riche, répandant l’abondance de concepts et d’idées d’une œuvre ouverte qui ne se laisse réduire à aucun schéma. Nous y trouvons des noms comme Jean-François Lyotard, Vincent Descombes, Giulio Giorello, José Régio (pt), Michel Butor, Jean-Noel Vuarnet, Raphael Monticelli, José Lués Molinuevo, Pierre Restany, José Augusto França, Christine Buci-Glucksmann, Eduardo Lourenço, Bernardo Pinto de Almeida, João Fernandes, entre autres.
Son œuvre figure aussi bien dans des collections privées et publiques que des musées de plusieurs pays.